# Arbitrage de griefs
Pour les articles homonymes, voir Arbitrage et Grief.
En droit canadien, l'arbitrage de griefs est une méthode de résolution de conflits dont la fonction est de trancher les litiges concernant l'interprétation ou l'application d'une convention collective.

## Droit ontarien
En droit ontarien, les règles relatives à l'arbitrage de griefs sont dans la convention collective et la Loi de 1995 sur les relations de travail. 

## Droit québécois
En droit québécois loi conférant les pouvoirs à l'arbitre de grief et édictant les règles de l'arbitrage est le Code du travail (art 74 et 10 C.t.). La convention collective prescrit aussi généralement ses propres règles d'arbitrage que l'arbitre de grief doit respecter